# Daisy Torres
Daisy Torres est une journaliste et femme politique nicaraguayenne.
En 2009, elle devient maire de Managua à la mort d'Alexis Argüello dont elle était l'adjointe. Elle reste en poste jusqu'en 2018, date à laquelle est est remplacée par Reyna Rueda (en).